# Montbrun-les-Bains
Montbrun-les-Bains es una comuna francesa situada en el departamento del Drôme, en la región de Auvernia-Ródano-Alpes. 
La localidad está afiliada a la asociación Les Plus Beaux Villages de France.
Una estación termal recientemente renovada tiene una gran importancia económica para la comuna y sus alrededores.

## Demografía
| 482 | 464 | 479 | 523 | 467 | 428 | 443 |
| Para los censos de 1962 a 1999 la población legal corresponde a la población sin duplicidades (Fuente: INSEE [Consultar]) |     |     |     |     |     |     |